# Roger C. Slaughter
Roger Caldwell Slaughter, född 17 juli 1905 i Lafayette County, Missouri, död 2 juni 1974 i Lafayette County, Missouri, var en amerikansk politiker (demokrat). Han var ledamot av USA:s representanthus 1943–1947.
Slaughter efterträdde 1943 Joe Shannon som kongressledamot och efterträddes 1947 av Albert L. Reeves.
Slaughter ligger begravd på Greenton Cemetery i Odessa i Missouri.